# Sean Tucker
Sean Lance Tucker (Owings Mills, 25 ottobre 2001) è un giocatore di football americano statunitense che milita nel ruolo di running back per i Tampa Bay Buccaneers della National Football League (NFL).

## Carriera
Al college Tucker giocò a football a Syracuse, venendo premiato unanimemente come All-American nel 2021. Dopo non essere stato scelto nel Draft, firmò con i Tampa Bay Buccaneers il 29 aprile 2023. Il 29 agosto 2023 fu annunciato che era rientrato nei 53 uomini del roster per l’inizio della stagione regolare. Debuttò come professionista subentrando nella gara del primo turno contro i  Minnesota Vikings correndo 5 volte per 15 yard e ricevendo 2 passaggi per 9 yard. La sua stagione da rookie si chiuse con 23 yard corse in 11 presenze, nessuna delle quali come titolare.
Nel sesto turno della stagione 2024, Tucker guadagnò 192 yard dalla linea di scrimmage e segnò due touchdown nella vittoria sui New Orleans Saints, venendo premiato come miglior giocatore offensivo della NFC della settimana.

## Palmarès
- Giocatore offensivo della NFC della settimana: 1

6ª del 2024